# 音楽教育

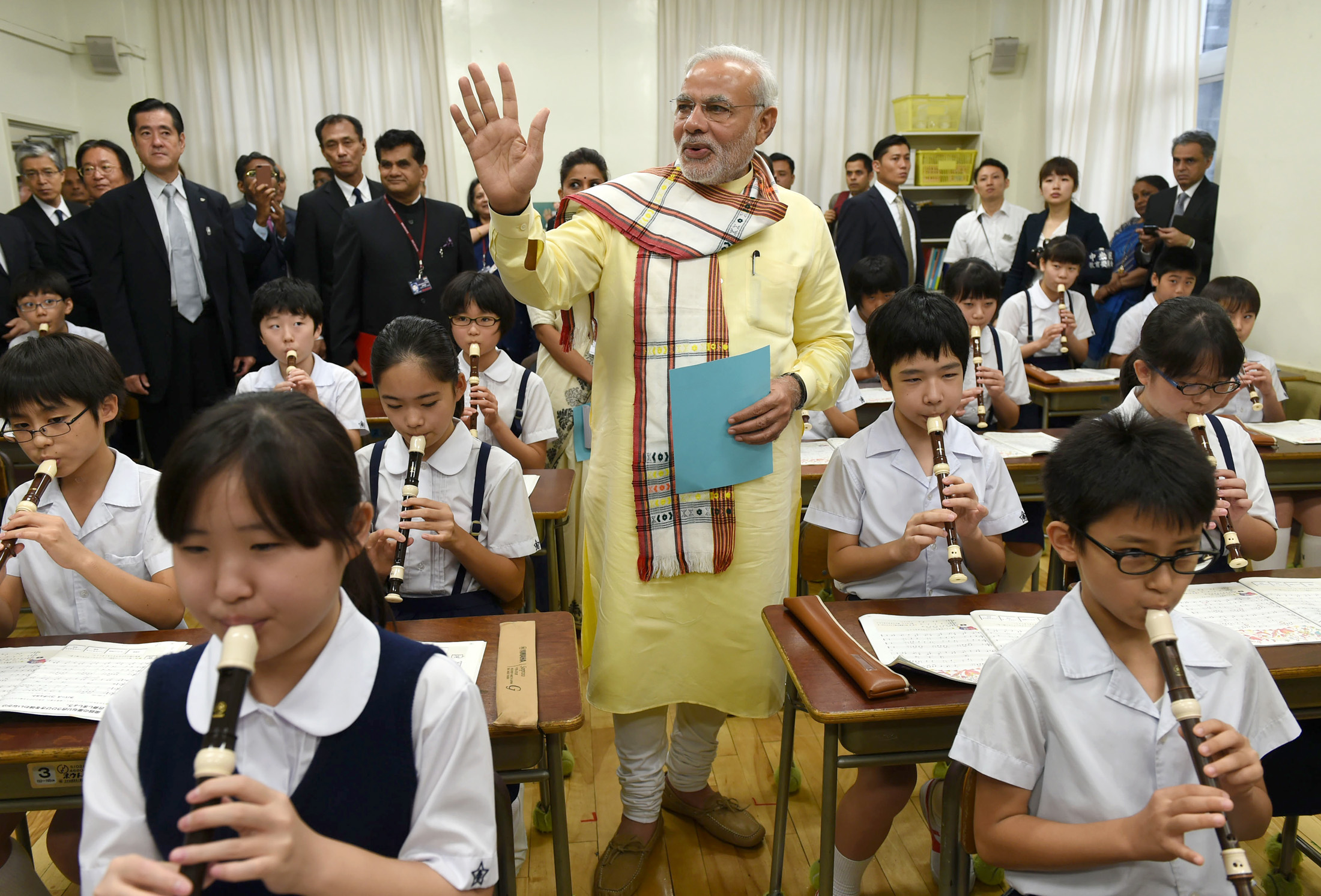
日本の小学校における教育風景

音楽教育（おんがくきょういく、英語: music education）とは、音楽に関連する教育活動・内容の総称。「音楽そのものについての教育」と、「音楽を通しての教育活動全般」の2つに大別される。類語に「教育音楽」があり、一般にはその語は学校における音楽教育を指す。

## 分類
音楽教育は、行われる場所によって、次のとおり分類できる。

### 学校での音楽教育
学校での音楽教育は、授業とそれ以外（特別活動等）で行われている。
日本の学校において、音楽の授業は一斉授業で行われることがほとんどである。作曲や演奏（器楽・声楽など）での表現として、合唱、合奏、即興演奏等を体験させることが行われている。また、音楽鑑賞が授業で扱われる。楽典・音楽学などの関連知識も、表現・鑑賞とともに適時とりあげられる。
幼稚園・保育所などでは、リトミックなどを取り入れた授業・保育を行うこともある。
特別活動等としては、学校行事として校内合唱コンクールを開催している学校も多く、校外学習や体育祭等と同様、全校行事として児童・生徒全員が参加することも多い。また、合唱や器楽合奏・吹奏楽など、クラブ活動・部活動としての音楽教育も行われている。

### 家庭・社会での音楽教育
楽器の所有率にも現れているとおり、家庭教育としての音楽専門教育も盛んである。子どもにピアノ・電子オルガンの個人レッスンを受けさせているところも少なくない。
また、学校教育を受け終わった成人に対しても、音楽教室・カルチャーセンターなど、生涯学習としての音楽教育の場が多く用意されている。

### 音楽の専門教育
なお、音楽の専門教育を行う教育機関は、音楽高等学校、音楽系専門学校・各種学校、大学・大学院の音楽学部・学科など多数存在する。音楽についての専門的な講義・演習のほか、実技の個別指導が行われることも多い。

## 歴史

### 明治以降の学校音楽教育

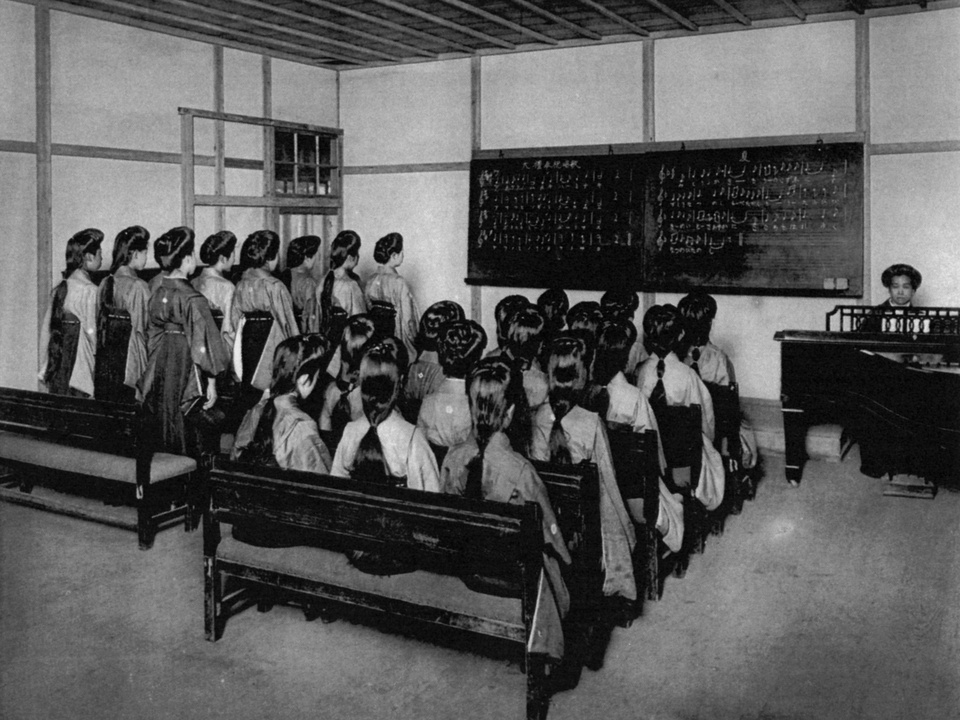
学習院女学部中学科第4年級南組の唱歌授業（1915年）

1872年（明治5年）に制定された学制で、小学校で「唱歌」（しょうか）、中学校で「奏楽」という教科が設けられた。これが、日本の学校教育における音楽教育の始まりとなっている。しかしながら「当分之を缺く」とされ、その内容については、1878年（明治11年）、伊沢修二と目賀田種太郎が音楽に関する上申書提出をきっかけに固められ始めた。この中で、当時の音楽を（大衆音楽なども含めて）身分制度を引きずるものとして否定し、新しい国楽の推進をすべきという趣旨の意見が述べられている。1879年（明治12年）、政府により音楽取調掛が開設され、西洋音楽の輸入が進められるとともに、教材なども整備された。なお、教科としての「唱歌」が必修になったのは、1907年、小学校が6年間の義務教育になったときである。
1941年（昭和16年）に国民学校令が公布され、「唱歌」は「芸能科音楽」と名称変更された。第二次世界大戦後、1947年（昭和22年）の学習指導要領により教科名が正式に「音楽」とされ、内容も現在のような歌唱・器楽・創作・鑑賞を中心とするものになっている。なお、発声・歌唱については学習指導要領が最初に告示されたときより、試案の際の研究結果を元に「移動ド唱法」と「頭声的発声」で指導されていた。1998年告示の学習指導要領では、小学校では「自然で無理のない声」、中学校では「曲種に応じた発声」を指導するように表記が改められている。

## 理論および実践
音楽は表現の一種であるため、音楽教育においても、表現をどう伸ばすかについて取り扱う。そこでまず表現そのものについて押さえ直し、それをどう指導に活かすかを研究している。代表的な研究分野は、下記のとおりである。

### 哲学からの音楽教育研究
音楽美学からのアプローチも含む。ジョン・デューイ、スザンヌ・ランガーなどが研究されることもある。

### 心理学からの音楽教育研究
発達に関する音楽心理学の他、情緒（Emotion）・情操（Sentiment）の意義や音楽の才能（Talent）について考察し、その発達を促すための研究が行われている。また、音響心理学・生物学などをもとにした身体・聴覚・知覚の発達に関する研究や、創造のプロセスと、その発達についての研究なども含まれる。

### 歴史学からの音楽教育研究
各国の音楽教育制度の変遷から、実践につながる考え方を総括する研究など。

### 社会学からの音楽教育研究
音楽を学ぶ楽しさの共有を考えるときなどに研究される。フェルディナント・テンニースの提唱したゲマインシャフトとゲゼルシャフトにも触れられることがある。

### 具体的な実践
学校での音楽教育としては、コダーイ・メソッド、ふしづくりの音楽教育などがある。これ以外にも、広い意味での創作・作曲教育について、実践の場で研究が進んでいる。
また、専門教育としては、スズキ・メソード、バークリーメソッドなどがあげられる。

## 課題

### 教員養成に関する課題
日本で教員免許を取得する際には、教育職員免許法施行規則第四条に基づき、次の内容を含む科目を規定単位数以上履修する必要がある。
- ソルフェージュ
- 声楽（合唱及び日本の伝統的な歌唱を含む。）
- 器楽（合奏及び伴奏並びに和楽器を含む。）
- 指揮法
- 音楽理論、作曲法（編曲法を含む）及び音楽史（日本の伝統音楽及び諸民族の音楽を含む）
- 音楽教育学（おんがくきょういくがく、英: Pedagogy of Music）：狭義に定義すれば「音楽教育」という人間の行動を対象とした研究分野を言う。広義には、音楽教育を改善するための研究、すなわち音楽教育を取り巻く制度や歴史、環境、音楽教育の内容・教材・方法、行為の主体（教師）による働きかけや、それによる行為の対象（子供）の認識過程を追究した研究分野全体を指す。

音楽に限らず、実技教科を専門とする教員は募集人数が少なく、また、採用されたとしても担当授業数の関係で講師扱いとなることも多い。大学で音楽について専門的に学んだとしても就職が安定しないことが多い。

### 身体性の排除
近代西欧の教育は「精神・身体二元論」に基づいて身体を軽視する傾向にあった。ことに音楽教育は音楽の独自性・自立性を強調し、身体的要素など音楽と関係がないと考えられた要素を切り離す方法で発展した。今日の日本でも音楽教育は情操教育の一環と考えられている。
こうした身体軽視の音楽教育では「音楽に合わせて自由に体を動かす」といったリズム感を身体で表現する基礎が身につかない。園部三郎は「情操」に対して「情動」という概念を対置し、情操主義的音楽教育を繰り返し批判している。園部は、「人間が当然自然に持っている」「生物学的な能力」である「情動」と、その土台の上で文化によって発展させていく「情操」の2つの面を指摘し、幼児期の音楽教育ではもっと本能的な情動を重視せよと主張している。

### 音楽教育と著作権
2017年、日本音楽著作権協会（JASRAC）は民間の音楽教室に対し、音楽著作物の使用料として年間受講料収入の2.5％を徴収すると発表。これに対し音楽教室を運営する日本国内の約250の団体、事業者が反発して提訴した。一審の東京地方裁判所の判決はJASRACに対する使用料の支払いを認めるものであったが、二審の知的財産高等裁判所は支払う必要はないとして一審も判断を覆した。JASRACは上告したが、2022年10月24日、最高裁判所はJASRACの上告を棄却した。なお、この判決は生徒の使用料に関するものに限った話であり、教師の演奏に係る使用料については別途、支払いについての交渉が続く。

## 音楽教育者
日本
池内友次郎、伊沢修二、伊福部昭、岡野貞一、勝承夫、紙屋信義、鈴木鎮一、嶋津武仁、田隅靖子、永井幸次、乗杉嘉壽、長谷川良夫、山本弘
日本国外
アドルフ・イェンゼン、アリベルト・レーマン、アレクサンダー・フォン・ツェムリンスキー、エミール・ジャック＝ダルクローズ、カール・オルフ、コダーイ・ゾルターン、チプリアーノ・デ・ローレ、チャールズ・ハレ、ジョン・ペインター、マリー・シェーファー